# Polycarpaea rubioides
Polycarpaea rubioides är en nejlikväxtart som beskrevs av Joseph Marie Henry Alfred Perrier de la Bâthie. Polycarpaea rubioides ingår i släktet Polycarpaea och familjen nejlikväxter. Inga underarter finns listade i Catalogue of Life.